# Nure
Le Nure est un torrent de la province de Plaisance, en Émilie-Romagne, à l'exception d'un petit parcours de 1 200 m en province de Lodi.

## Géographie
Il naît des Apennins ligures du mont Nero et du mont Maggiorasca à une altitude de 1 800 mètres aux confins de la province de Gênes.
Après un cours de 75 km, il rejoint le Pô à la confluence de Roncarolo, frazione de Caorso sur la frontière avec  la commune de Caselle Landi.

## Affluents
Les torrents Lardana (it) (rd) et Lavaiana (it).

## Source
- (it) Cet article est partiellement ou en totalité issu de l’article de Wikipédia en italien intitulé « Nure » (voir la liste des auteurs).

### Articles liés
- Le Val de Nure
- Liste des affluents et sous affluents du Pô
- Pô et bassin du Pô